# Матусевич, Иван Иванович

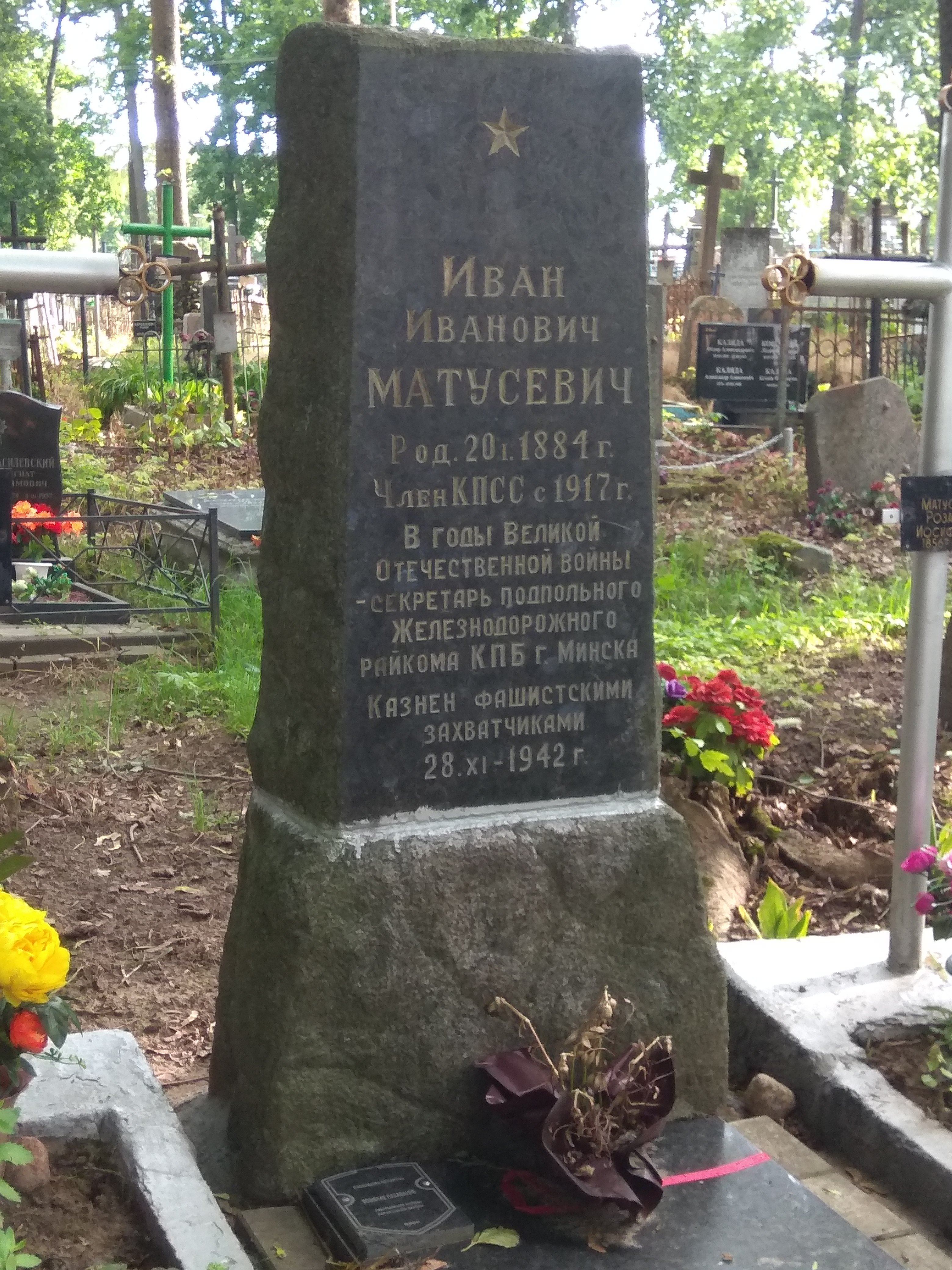
Памятник И.И. Матусевичу на Кальварийском кладбище в Минске.

Иван Иванович Матусевич (20 января 1884, деревня Лапоровичи, Минская губерния Российская империя — 28 ноября 1942, Минск, Белорусская ССР, СССР) — минский железнодорожник, один из организаторов и руководителей Минского коммунистического подполья в годы Великой Отечественной войны. Погиб в фашистских застенках в 1942 году.

## Биография
Родился 20 января 1884 года в деревне Лапоровичи Минского уезда Минской губернии Российской империи.
Участник Гражданской войны. В 1924 году по «Ленинскому призыву» принят в РКП(б).
Работал на различных должностях на железной дороге. С 1933 года - мастер-диспетчер участка спальных вагонов прямого сообщения на Минском железнодорожном узле.
С началом Великой Отечественной войны участвовал в эвакуации населения и оборудования в советский тыл.
В начале оккупации города создал с Ф.С. Кузнецовым на Вагоноремонтном заводе им. А. Ф. Мясникова подпольную партийную организацию, которая взрывала эшелоны на железной дороге, выводила из строя паровозы и срывала их ремонт, вела пропагандистскую работу среди населения, переправляла людей в партизанские отряды.
Так, например, Матусевич принимал участие в разработке плана крупной диверсии на Минском железнодорожном узле, совершённой в декабре 1941 года: подпольщики вывели из строя две водокачки (одну - засорив воздухопровод, другую - дав сильный напор воды), а также заморозили водонапорную сеть в радиусе до трех километров. В результате этой диверсии до замены труб - на что ушло 10 дней, работа железнодорожного узла была парализована - как раз во время Битвы за Москву - в те дни вместо 90-100 эшелонов в сутки из Минска уходило не более шести.
С мая 1942 член — секретарь Железнодорожного подпольного райкома партии.
На его квартире подпольщики регулярно принимали сводки Совинформбюро, которые затем переписывали и распространяли среди населения.
Возглавлял диверсионную группу на Заводе имени Мясникова, которая выводила из строя станки и оборудование.
2 октября 1942 арестован Гестапо.
Из тюрьмы он передал семье две записки. В первой: 

«Пришлите мне табаку, кореньев сухих на чердаке и спичек без коробки… Я здоров. Хожу на работу возле тюрьмы. Можете меня видеть»
. Вторая записка на клочке бумаги менее разборчива: 

«Оля напиши мне, что у вас слышно… Я здоров… Допросы были…»
.
Погиб в фашистских застенках 28 ноября 1942 года. Похоронен на Кальварийском кладбище в Минске, на могиле установлена стела.
В 1966 году посмертно награждён Орденом Отечественной войны II степени.

## Память
В 1966 году именем И. И. Матусевича названа улица в Минске, на доме №1 этой улицы установлена мемориальная доска:

«Улица названа именем одного из организаторов Минского партийного подполья, секретаря Железнодорожного райкома КП(б)Б г. Минска Матусевича Ивана Ивановича, погибшего в фашистском застенке в 1942 году»— текст мемориальной доски
В одном из залов Белорусского государственного музея истории Великой Отечественной войны экспонируются фотопортрет И.И. Матусевича, его личные документы и значок члена РКП(б).

## В культуре
Является одним из действующих лиц документальной повести Ивана Новикова «Руины стреляют в упор».
По повести в 1971 году был снят телефильм «Руины стреляют...», роль И.И. Матусевича исполнил Алексей Чернов.